# 水天

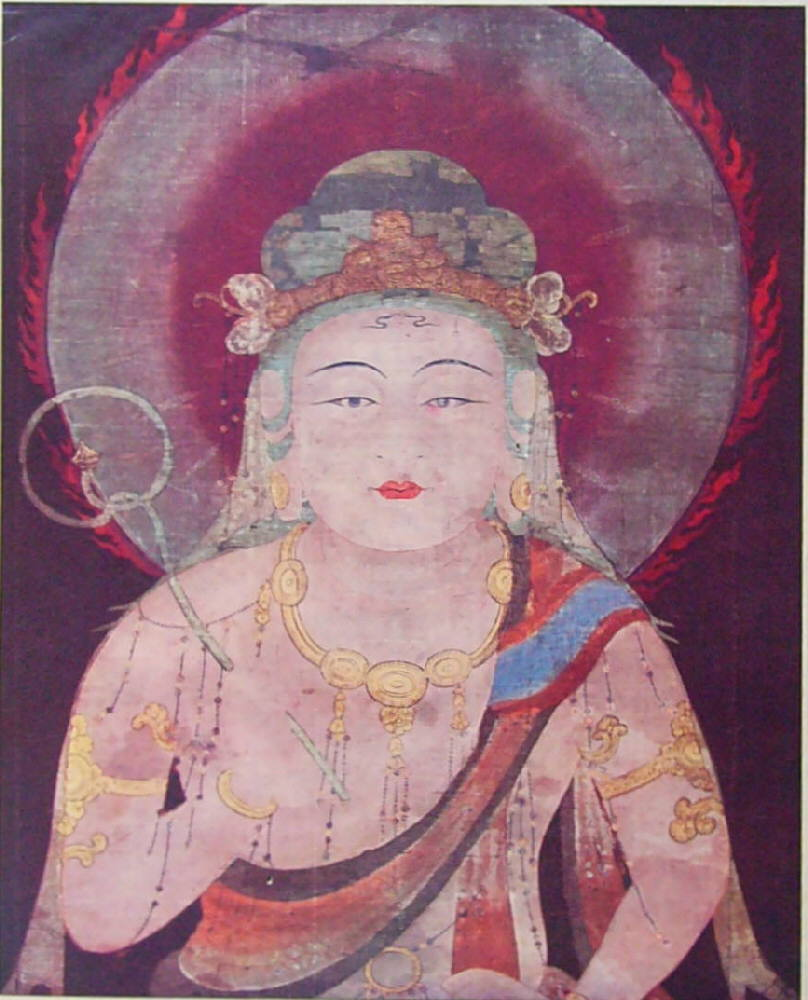
水天（部分・1127年）

水天（すいてん）とは、仏教における天部の神で、水をつかさどる。須弥山の西方に住んでいるとされる。十二天のひとつである。

## 概要
水の神であり、竜を支配し、雨をもたらす力があるとされる。そのため雨乞いの儀式にも祭祀された。
もともとはインド・イランで語られていた古いアスラ族のヴァルナのことをさす。インドに伝わるヴェーダのなかでヴァルナは重要な位置に置かれ、天空神・司法神（＝契約と正義の神）・水神などの属性を持つ存在として語られる。ヴァルナは、東方ではブラフマー（梵天）に始源神としての地位を奪われており、さらに後には死者を裁くヤマ神に司法神としての地位を奪われ、水神としての属性のみが残った。仏教に取り入れられた頃は、仏教における十二天の一つ、西方を守護する「水天」となった。いっぽうで、西方に伝来したヴァルナはアフラ・マズダーとなりゾロアスター教の最高神になったされたとされる。

## 真言
oṃ varuṇāya svāhā
オン バロダヤ ソワカ

## 日本での水天

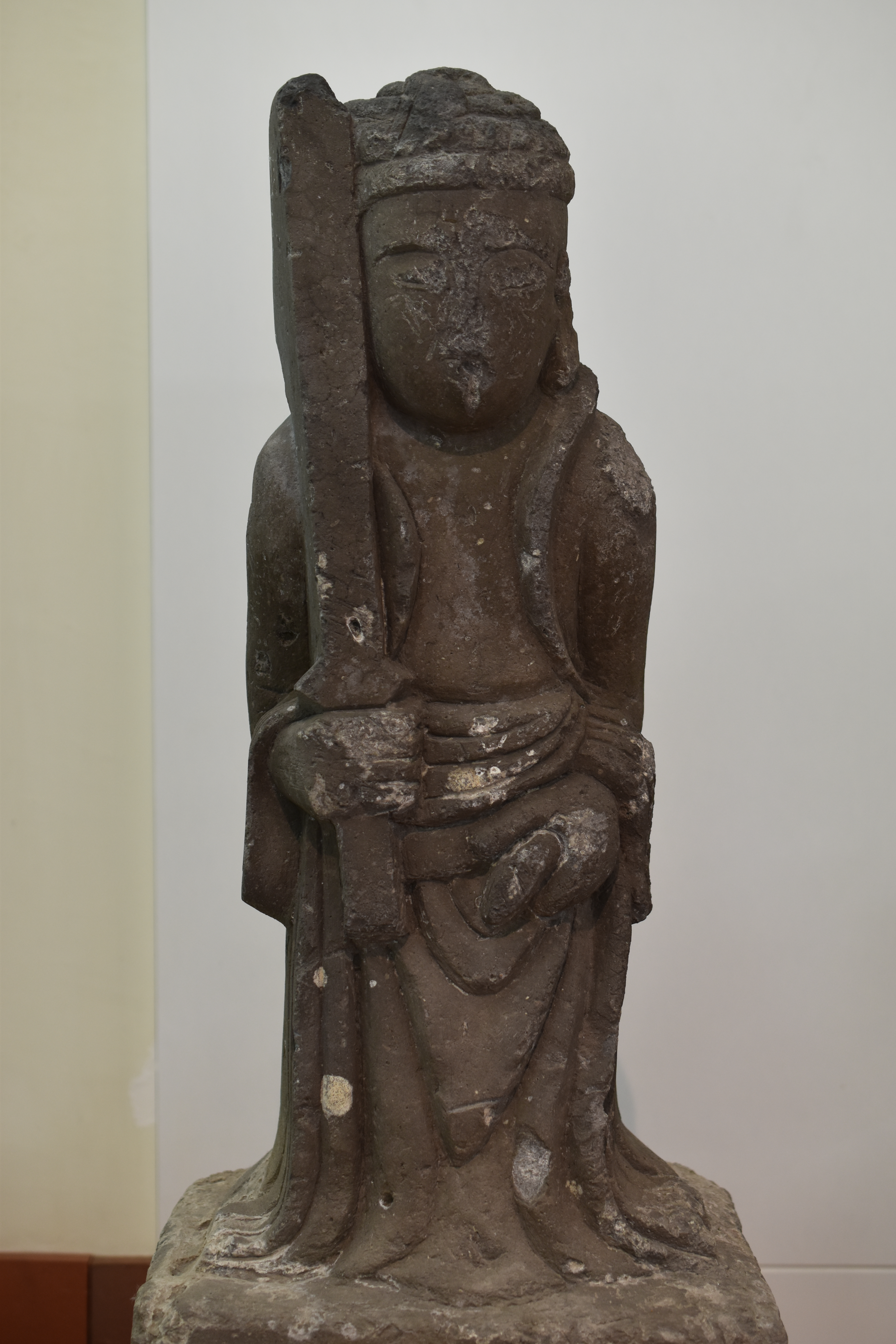
水天像。隼人塚資料館所蔵

平安時代に、宮中の真言院で毎年正月に行なわれた修法に用いるため、1127年（大治2年）に制作された十二天画像のうちのひとつとして、仏画（絹本著色144.3 x 126.5cm）の水天像（京都国立博物館・所蔵。国宝）が残されている。ほかにも寺社に祀られる十二天のうちの一体としての作例は数多く見られた。日本においては、水や水天を象徴する生物として竜に限らず蛇があつかわれることもある。蛇王権現や水釈天などの項も参照。
明治時代の神仏分離の際には、元来の水天（ヴァルナ）が最高神・始源神であることから、水天を祀っていた寺社では、記紀神話における始源神・天御中主神が代わりにあてはめらることが多かった。水天宮などでも、主祭神として明治時代に天御中主神が配置されている。水天宮も、起源となる祭祀対象は明確ではないが、仏教の「水天」からの影響が濃く、水天宮に祀られている安徳天皇も水天皇（水天皇大神）とも呼ばれ、水天と同一視された。